# Детская музыка
Де́тская му́зыка — музыка, рассчитанная на прослушивание или исполнение детьми.
Может быть различной по форме: песня, музыкальная пьеса, симфония, опера, балет и т. д..
В основе музыкальных произведений для детей часто бывают народные сказки, картины природы, образы животного мира. 
Ладовая основа  европейских детских песен  мажор и минор, изредка — пентатоника. 
В жанре детской музыки поработали многие известные композиторы. Среди известных примеров: «Детский альбом» П. И. Чайковского (сборник детских песен), «Альбом для юношества» Роберта Шумана (сборник фортепианных пьес), его же песни, в том числе хоровые, «Детские народные песни» И. Брамса, детские песни А. К. Лядова, «Петя и волк» Сергея Прокофьева (симфония).
При этом, как писала «Малая советская энциклопедия», музыка, которую слушают дети, не ограничивается только жанром детской музыки. В частности, среди детей популярны произведения о детях, которые рассчитаны на разновозрастную аудиторию. Среди таких работ: «Щелкунчик» П. И. Чайковского (балет), «Детская» М. П. Мусоргского (цикл песен), «Игры детей» Жоржа Бизе (цикл из 12 пьес для фортепиано в 4 руки).
Также к детской музыке относится жанр колыбельной песни.